# 마누엘 오제다

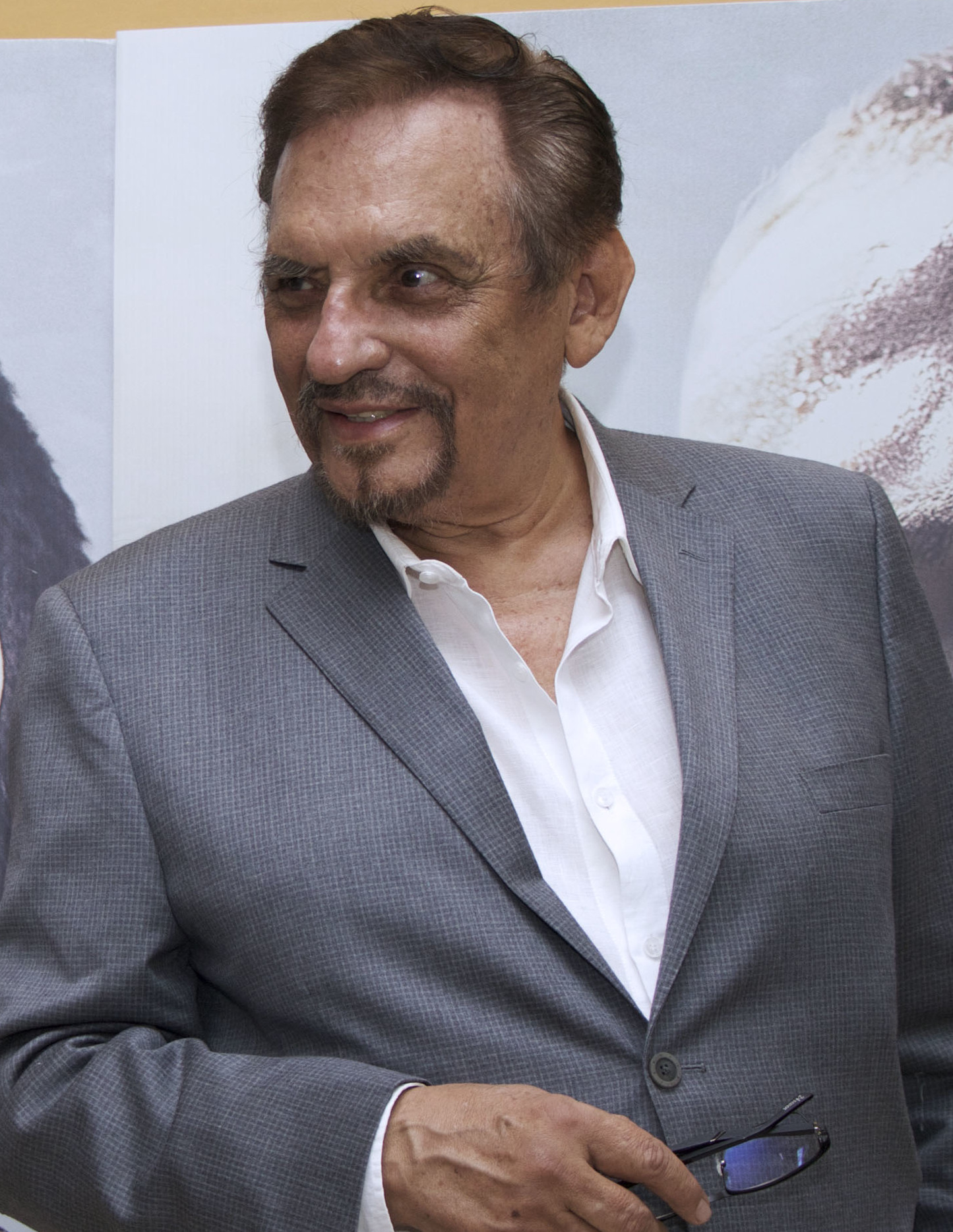
2018년 모습

마누엘 오헤다(Manuel Ojeda, 스페인어 발음: [oˈxeð̞a], 본명: 마누엘 살바도르 오헤다 아르멘타Manuel Salvador Ojeda Armenta, 1940년 11월 4일~2022년 8월 11일)는 멕시코의 배우이다.
그는 볼리비아 라파스에서 태어났다.

## 출연 작품

### 영화
- 더 포스 컴퍼니(2016년)
- 헤로드의 법(1999년)
- 트리스트 레꾸에르도(1991년)
- 가브리엘의 초상(1986년)
- 로맨싱 스톤(1984년)
- 에메랄드의 눈(1981년)